# سمك الكولاكانث الإندونيسي
سمك الكولاكانث الإندونيسي ( Latimeria menadoensis ، الإندونيسي: raja laut ) هو أحد نوعين حيين من الكولاكانث ، يمكن التعرف عليه من خلال لونه البني. تم إدراجه على أنه معرض للخطر من قبل IUCN ،  هذان النوعان من السمك يعتبران متحجرات حية ، حيث بدأ ظهورهما قبل نحو 400 مليون سنة. في حين أن النوع الأخر ، L. chalumnae ( كولاكانث غرب المحيط الهندي ) مدرجة أيضا على أنها مهددة بالانقراض. تم العثور على مجموعات منفصلة من أسماك الكولاكانث الإندونيسي في مياه شمال سولاويزي وكذلك بابوا وبابوا الغربية .

## اكتشافها

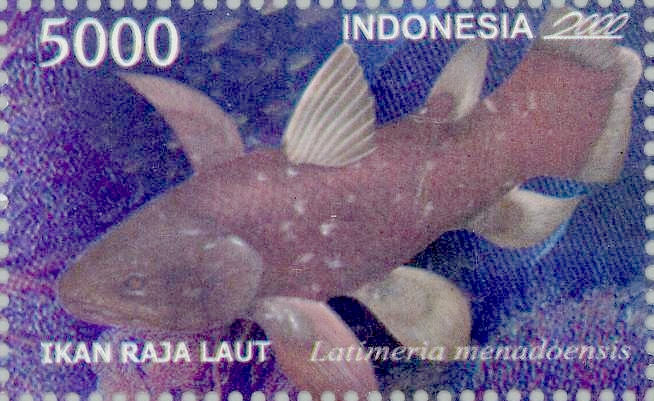
يظهر Latimeria menadoensis في طابع إندونيسي

في 18 سبتمبر 1997 سافر "أرناز" و "مارك إردمان" إلى إندونيسيا لقضاء شهر العسل ، وشاهدا سمكة غريبة في سوق في مانادو توا ، في جزيرة سولاويزي .  اعتقد مارك إردمان أنها كانت غومبيسا ( كومورو كولاكانث ) ، على الرغم من أنها كانت بنية اللون وليست زرقاء. التقط إردمان بضع صور فقط للأسماك قبل بيعها. بعد التأكد من أن الاكتشاف كان فريدًا ، عاد إردمان إلى سولاويزي في نوفمبر 1997 ، وأجرى مقابلات مع الصيادين للبحث عن مزيد من نوع تلك السمكة .   في يوليو 1998 ، اصطاد الصياد Om Lameh Sonatham عينة إندونيسية ثانية ، طولها 1.2 مترا ووزنها 29 كجم في 30 يوليو 1998 ، وسلم السمكة إلى إردمان.  كانت السمكة بالكاد على قيد الحياة ، لكنها عاشت لمدة ست ساعات ، مما سمح لإردمان بتوثيق ألوانها وحركات زعانفها وسلوكها العام. تم الحفاظ على العينة وتم التبرع بها لمتحف بوجور لعلوم الحيوان ، وهو جزء من المعهد الإندونيسي للعلوم .  تم الإعلان عن اكتشاف إردمان في مجلة Nature في سبتمبر 1998. 
تم وصف الأسماك التي جمعها إردمان في عدد 1999 من المجلة الأكاديمية الفرنسية Comptes Rendus de l'Académie des sciences Paris بواسطة Pouyaud et al . وتم إعطاؤها الاسم العلمي Latimeria menadoensis (الإسم سمي على اسم مانادو حيث تم العثور على العينة).  وتم نشر وصفها وتسميتها دون مشاركة أو معرفة إردمان ، الذي كان يجري بشكل مستقل بحثًا على العينة في ذلك الوقت.  رداً على شكاوى إردمان ، أكد بوياود وعالِمان آخران في رسالة إلى مجلة نيتشر أنهم كانوا على دراية بالأنواع الجديدة منذ عام 1995 ، قبل اكتشاف عام 1997. ومع ذلك ، تم التعرف على الأدلة الفوتوغرافية المقدمة للعينة السابقة المزعومة ، والتي يُفترض أنها جُمعت من جنوب غرب جاوة ، على أنها تزوير خام من قبل فريق التحرير ولم يتم نشر ادعاء إردمان على الإطلاق.  
السمكة محمية قانونًا من خلال لائحة وزير الغابات رقم 7/1999.  ومع ذلك ، استمر الصيادون المحليون في اصطيادها ؛ ففي 5 نوفمبر 2014 وجد صياد عينة منها في شبكته ، وهي سابع كولاكانث إندونيسي يُعثر عليه في المياه الإندونيسية منذ عام 1998.  تم اصطياد 8 منهم اعتبارًا من عام 2018. 

## الوصف
ظاهريًا يبدو أن سمك الكولاكانث الإندونيسي ، المعروف محليًا باسم راجا لاوت (ومعناها "ملك البحر") ، هو نفسه الموجود عند جزر القمر في غرب المحيط الهندي ،باستثناء أن لون خلفية الجلد بني مائل إلى الرمادي وليس أزرقا . لهم نفس نمط التبقيع الأبيض مثل الكولاكانث القمري ، ولكن مع وجود بقع على السطح الظهري لجسمه، وزعانف تبدو ذهبية بسبب انعكاس الضوء.  قد يصل طوله إلى 1.4 متر.  
أظهر تحليل الحمض النووي أن العينة التي حصل عليها تختلف وراثيًا عن النوع الموجود عند جزر القمر.   في عام 2005 ، قدرت دراسة جزيئية زمن التباعد بين نوعي الكولاكانث الإندونيسي وكولاكانت جزر القمر بما يتراوح بين 30-40 مليون سنة . يُظهر النوعان فرقًا إجماليًا بنسبة 4.28 ٪ في النيوكليوتيدات. 
يشير تحليل عينة تم استردادها من وايغيو ، غرب بابوا في شرق إندونيسيا إلى أنه قد يكون هناك سلالة أخرى من الكولاكانث الإندونيسي ، وربما تباعدت السلالتان منذ 13 مليون سنة. لم يتم تحديد ما إذا كان هذا النسب الجديد يمثل نوعًا فرعيًا أو نوعًا جديدًا. 

## الموطن
سجلت فرق الباحثين باستخدام الغواصات مشاهد حية للأسماك في مياه مانادو توا وجزر تاليس قبالة شمال سولاويزي وكذلك في مياه بياك في بابوا .    تشترك هذه المناطق في تضاريس صخرية شديدة الانحدار مليئة بالكهوف ، وهي موطن للأسماك. تعيش هذه السيلكانث في المياه العميقة التي يبلغ ارتفاعها حوالي 150 مترًا أو أكثر ، عند درجة حرارة تتراوح بين 14 و 18 درجة مئوية. 

## أنظر أيضا
- كولاكانث غرب المحيط الهندي ( Latimeria chalumnae )

## روابط خارجية
- الكولاكانث الإندونيسي على موقع يوتيوب